# Adrià Figueras
Adrià Figueras Trejo, parfois nommé Adrian Figueras, né le 31 août 1988 à Barcelone, est un handballeur international espagnol. Il joue au poste de pivot au C' Chartres depuis 2021. 
International espagnol depuis 2016, il est notamment double champion d'Europe en 2018 et 2020.

## Biographie

### Enfance et formation
Adria Figueras est formé au FC Barcelone.

### Retour au FC Barcelone
Adria Figueras est un solide pensionnaire de l'équipe réserve du FC Barcelone jusqu’en 2014.
Lors de la saison 2013-2014, le pivot dispute quelques rencontres avec l'équipe première du Barça. Son entraîneur en équipe réserve Toni Gerona se souvient « On savait qu’il avait le potentiel pour aller à ce niveau, mais Xavi Pascual voulait des pivots plus forts, qui défendent ». Au terme de cet exercice 2013-2014, il est élu meilleur pivot de deuxième division espagnole.
En cinq ans avec la réserve barcelonaise, il remporte le championnat de troisième division espagnole puis trois fois d’affilée le championnat de D2.
Tels des joueurs comme Rivera, Balaguer, Corrales, le pivot catalan n'a pas l’opportunité de percer au Barça. Adira confie : « Tous les joueurs qui arrivent à Barcelone savent la difficulté. C’est un club qui, économiquement, peut s’offrir le joueur qu’il veut, et j’étais au courant de cette réalité en signant ».

### Confirmation tardive à Granollers
Figueras décide de rejoindre Granollers, club de la banlieue barcelonaise, pour ne pas s’éloigner de sa famille.
Au terme de la saison 2015-2016, il est élu MVP de la Liga Asobal. En juin 2016, capitaine de l'équipe, Adrià Figueras prolonge son contrat de deux saisons, pourtant courtisé dans la péninsule et autour.
Il est de nouveau élu MVP de la Liga Asobal en 2018.
En décembre 2019, Figueras est le meilleur scoreur de son équipe avec déjà plus de cent buts inscrits pour l'exercice 2019-2020 en treize rencontres, dont 22 jets de 7 mètres. Son départ pour le HBC Nantes est alors annoncé. En fin de saison, après avoir terminé ses études de kinésithérapeute, il quitte le club espagnol.

### Fin en France
Pour la saison 2020-2021, le pivot espagnol rejoint le HBC Nantes et ses compatriotes David Balaguer, Eduardo Gurbindo et Valero Rivera. Il complète l'effectif au poste de pivot avec Dragan Pechmalbec et Mathieu Bataille, replaçant Nicolas Tournat en tant que buteur. Avec le club français, il participe au Final Four de la Champions League. Mais l’aventure au H ne dure qu'une année et Nantes décide de ne pas le conserver,.
Durant l'été suivant, il rejoint le C' Chartres Métropole handball pour deux saisons, où il retrouve son entraîneur à l'époque de la réserve du FC Barcelone, Toni Gerona. Ce dernier compte sur lui pour apporter son expérience à l'effectif chartrain. Arrivant en fin de contrat en juin 2023, la direction du club annonce fin janvier de cette même année, la prolongation de son contrat de deux saisons supplémentaires, soit jusqu'en juin 2025.

### En équipe nationale
En 2018, Adria Figueras est champion d’Europe avec l'équipe d'Espagne.
Figueras est champion d’Europe 2020 avec la sélection espagnole. En 2021, le pivot espagnol fait partie des indéboulonnables de la sélection espagnole.

## Style de jeu
À son arrivée au HBC Nantes à l'été 2020, Alberto Entrerrios déclare : « C’est un joueur qui possède d’énormes qualités offensives. Il tient parfaitement la position sur le jeu 2 contre 2, dispose d’une très bonne prise de balle et d’une super lecture du jeu. Quant aux tirs au poste, il est redoutablement efficace. Cela va nous donner beaucoup de possibilités et de complémentarité avec Dragan Pechmalbec et Mathieu Bataille, deux excellents pivots et très bons défenseurs », ce que n’est pas forcément Figueras.
« Quand on te dit que le travail paye, il est le parfait exemple. Il a du attendre, se battre pour tout ce qui lui est arrivé, mais il n’a pas baissé les bras » souligne Valero Rivera, son coéquipier en sélection en 2021.

## Statistiques
| Saison                | Club                  | Championnat           | Championnat | Championnat | Coupe(s) nationale(s) | Coupe(s) nationale(s) | Compétition(s) continentale(s) | Compétition(s) continentale(s) | Compétition(s) continentale(s) | Espagne | Espagne | Total | Total |
| Saison                | Club                  | Division              | M.          | B.          | M.                    | B.                    | Comp.                          | M.                             | B.                             | M.      | B.      | M.    | B.    |
| 2006-2007             | FC Barcelone          | D1                    | -           | -           | -                     | -                     | C1                             | -                              | 1                              | -       | -       | 0     | 1     |
| Sous-total            | Sous-total            | Sous-total            | -           | -           | -                     | -                     | -                              | -                              | -                              | -       | -       | 0     | 0     |
| 2007-2008             | Ciudad de Almería     | D1                    | 17          | 4           | -                     | -                     | -                              | -                              | -                              | -       | -       | 17    | 4     |
| 2008-2009             | Ciudad de Almería     | D1                    | -           | -           | -                     | -                     | -                              | -                              | -                              | -       | -       | 0     | 0     |
| Sous-total            | Sous-total            | Sous-total            | -           | -           | -                     | -                     | -                              | -                              | -                              | -       | -       | 0     | 0     |
| 2009-2010             | FC Barcelone rés.     | D3                    | -           | -           | -                     | -                     | -                              | -                              | -                              | -       | -       | 0     | 0     |
| 2010-2011             | FC Barcelone rés.     | D2                    | -           | -           | -                     | -                     | -                              | -                              | -                              | -       | -       | 0     | 0     |
| 2011-2012             | FC Barcelone rés.     | D2                    | -           | -           | -                     | -                     | -                              | -                              | -                              | -       | -       | 0     | 0     |
| 2012-2013             | FC Barcelone rés.     | D2                    | -           | -           | -                     | -                     | -                              | -                              | -                              | -       | -       | 0     | 0     |
| 2013-2014             | FC Barcelone rés.     | D2                    | -           | -           | -                     | -                     | -                              | -                              | -                              | -       | -       | 0     | 0     |
| 2013-2014             | FC Barcelone          | D1                    | 3           | 3           | -                     | -                     | -                              | -                              | -                              | -       | -       | 3     | 3     |
| Sous-total            | Sous-total            | Sous-total            | -           | -           | -                     | -                     | -                              | -                              | -                              | -       | -       | 0     | 0     |
| 2014-2015             | BM Granollers         | D1                    | 23          | 47          | -                     | -                     | C3                             | -                              | 2                              | -       | -       | 23    | 49    |
| 2015-2016             | BM Granollers         | D1                    | 28          | 122         | -                     | -                     | C3                             | -                              | 53                             | -       | -       | 28    | 175   |
| 2016-2017             | BM Granollers         | D1                    | -           | -           | -                     | -                     | C3                             | -                              | 27                             | 7       | 7       | 7     | 34    |
| 2017-2018             | BM Granollers         | D1                    | -           | -           | -                     | -                     | C3                             | -                              | 48                             | 8       | 20      | 8     | 68    |
| 2018-2019             | BM Granollers         | D1                    | -           | -           | -                     | -                     | C3                             | -                              | 60                             | 9       | 17      | 9     | 77    |
| 2019-2020             | BM Granollers         | D1                    | -           | -           | -                     | -                     | -                              | -                              | -                              | 9       | 15      | 9     | 15    |
| Sous-total            | Sous-total            | Sous-total            | -           | -           | -                     | -                     | -                              | -                              | -                              | -       | -       | 0     | 0     |
| 2020-2021             | HBC Nantes            | D1                    | 27          | 60          | -                     | -                     | C1                             | 18                             | 41                             | 17      | 60      | 62    | 161   |
| 2021-2022             | C' Chartres MHB       | D1                    | 3           | 13          | -                     | -                     | -                              | -                              | -                              | -       | -       | 3     | 13    |
| Total sur la carrière | Total sur la carrière | Total sur la carrière | -           | -           | -                     | -                     | -                              | -                              | -                              | 77      | 184     | 77    | 184   |

## Palmarès

### En clubs
Compétitions internationales
- Troisième de la Coupe de l'EHF (C3) en 2016

Compétitions nationales
- Troisième du Championnat d'Espagne (2) : 2015, 2018
- Vainqueur du Championnat d'Espagne de D2[8] (3) : 2012, 2013, 2014

### En équipe nationale
Jeux olympiques
- Médaille de bronze aux Jeux olympiques en 2021 de Tokyo
- Médaille de bronze aux Jeux olympiques 2024 de Paris

Championnats du monde
- 5e place au Championnat du monde 2017
- 7e place au Championnat du monde 2019
- Médaille de bronze au Championnat du monde 2021
- Médaille de bronze au Championnat du monde 2023

Championnats d'Europe
- Médaille d'or au Championnat d'Europe 2018
- Médaille d'or au Championnat d'Europe 2020
- Médaille d'argent au Championnat d'Europe 2022

### Distinctions individuelles
- élu meilleur joueur du Championnat d'Espagne (2) : 2016, 2018[2]
- élu meilleur pivot du Championnat d'Espagne (3) : 2016, 2017, 2018
- meilleur buteur du Championnat d'Espagne de D2 (2) : 2012 (en), 2013 (en)